# الهجمات على المدارس أثناء الاجتياح الإسرائيلي لغزة
منذ بدأ عملية طوفان الأقصى في 7 أكتوبر 2023، شنت قوات الاحتلال الإسرائيلي العديد من الغارات الجوية على أكثر من 342 منشأة تعليمية، بما في ذلك الجامعات في قطاع غزة كجزء من العدوان الإسرائيلي على قطاع غزة. ووفقاً للمصدر، بلغ عدد الضحايا من أسرة التعليم العالي 444 شهيداً منهم 425 طالباً و19 عاملاً، وأصيب الآلاف الذين يتعذر رصد أعدادهم بسبب الظروف الميدانية الخطيرة، والأعداد مستمرة الارتفاع في ظل العدوان المتواصل على قطاع غزة". وتوقعت المصادر أن يكون العدد أكبر من ذلك بكثير، "نتيجة استمرار المجازر اليومية بحق المدنيين"، فضلاً عن أعداد ضخمة للضحايا لا يزالوا تحت الأنقاض، ولم تتمكن أطقم الدفاع المدني من انتشالهم، إلى جانب ضحايا مجهولي الهوية، مشيراً إلى اعتقال 114 طالباً و7 من العاملين في قطاع التعليم، فيما قررت إدارة جامعة حيفا فصل 7 طلاب، بسبب تأييدهم القضية الفلسطينية.
ويدعي الجيش الإسرائيلي أن مثل هذه الغارات الجوية هي نتيجة لوضع البنية التحتية العسكرية وإطلاق الصواريخ من المناطق المدنية، بما في ذلك المدارس. بحلول أواخر مارس/آذار 2024، سجلت الأمم المتحدة أكثر من 200 هجوم إسرائيلي على المدارس في غزة، مع تدمير ما لا يقل عن 53 مدرسة بالكامل. وقد اتهم أكثر من 1600 أكاديمي إسرائيل باستهداف التعليم وارتكاب جرائم إبادة مدرسية وتعليمية في غزة.صرح شون كارول، الرئيس التنفيذي لمنظمة مساعدة اللاجئين الأمريكية في الشرق الأدنى، أن "ابادة المدارس" هو مصطلح دقيق لوصف استهداف المدارس.

## التأثيرات
ذكرت وزارة التعليم في غزة أن 4,037 طالبًا و209 موظفين تعليميين قتلوا، وأصيب 7259 طالبًا و619 معلمًا، وتضررت 352 مدرسة في الفترة ما بين 7 أكتوبر/تشرين الأول و26 ديسمبر/كانون الأول. في 16 يناير، أفادت وزارة التعليم أن 4368 طالبًا قتلوا وتضررت 388 مدرسة منذ 7 أكتوبر. وأفادت جماعات حقوق الإنسان بمقتل 94 أستاذاً جامعياً. وبحلول 4 فبراير/شباط 2024، أعلنت وزارة التربية والتعليم في غزة أن 4,800 طالب قد قُتلوا. في مارس/آذار 2024، ذكرت وزارة التعليم أن 5479 طالبا قتلوا حتى الآن. بحلول نهاية مارس/آذار، ذكرت وزارة التعليم أن العدد الإجمالي ارتفع إلى 5881 طالبا.
في أواخر ديسمبر/كانون الأول 2023، ذكرت الأمم المتحدة أن 90 بالمائة من المباني المدرسية في غزة تُستخدم للمأوى. كما أفادت الأمم المتحدة أن 75 بالمائة من البنية التحتية التعليمية في غزة قد تضررت. وفي 11 فبراير/شباط 2024، صرح ممثل عن وزارة التربية والتعليم في غزة أن "جميع مؤسسات التعليم العالي في قطاع غزة تضررت، إما كليًا أو جزئيًا".وفي أواخر أبريل/نيسان 2024، قدّر مكتب الأمم المتحدة لتنسيق الشؤون الإنسانية أن 65 بالمائة من المدارس المستخدمة لإيواء النازحين قد "تعرضت للقصف أو الأضرار بشكل مباشر".

### التأثيرات على الأطفال
نتيجة للحرب بين إسرائيل وحماس، تأثر الأطفال بشكل غير متناسب في قطاع غزة، حيث يبلغ عمر 40٪ من السكان 14 عامًا أو أقل. في 13 نوفمبر، أفادت منظمة اليونيسف أن أكثر من 700.000 طفل في غزة قد نزحوا. أدت الأزمة الإنسانية الشديدة، مع التقارير التي تفيد بأن الأطفال يعانون من وباء خطير من التهاب المعدة والأمعاء بسبب نقص المياه النظيفة، إلى إثارة المخاوف بين مسؤولي الصحة ومنظمات الإغاثة. وفي حديثه للصحفيين في وقت مبكر من النزاع، حذر الأمين العام للأمم المتحدة أنطونيو غوتيريس من أن "غزة أصبحت مقبرة للأطفال. ويقال إن مئات الفتيات والفتيان يُقتلون أو يُصابون كل يوم".
وصفت منظمة إنقاذ الطفولة واليونيسف ومسؤولو الصحة الفلسطينيون الأطفال بأنهم يُتركون يعانون من إعاقات دائمة، ومشاكل في الصحة العقلية، وبتر الأطراف، مع معاناة الآلاف من الجفاف وسوء التغذية وأمراض الجهاز التنفسي والجلدية. بحلول أواخر مارس/آذار 2024، قُتل ما يقدر بنحو 13 ألف طفل في غزة، ودُفن آلاف آخرون تحت الأنقاض. ووصف نائب مدير اليونيسيف أوضاع الأطفال في غزة بأنها "الأكثر فظاعة" التي شهدها على الإطلاق. أثرت الأزمة المستمرة أيضًا على اللقاحات الروتينية، مما ترك آلاف الأطفال معرضين للخطر، كما شملت التحديات الإضافية الإضافية عدم كفاية المأوى، عدم وجود معاطف شتوية كافية، والأثر النفسي على الصحة العقلية للأطفال.
أدى تعليق العام الدراسي 2023-2024 بسبب الحرب المستمرة إلى ترك أكثر من 625 ألف تلميذ و22500 معلم في غزة خارج المدارس. وفي أبريل/نيسان 2024، ذكرت وزارة التعليم الفلسطينية أن 5,994 طالبًا في غزة قتلوا منذ 7 أكتوبر/تشرين الأول. وأفادت اليونيسف أن 80% من المدارس في غزة إما تضررت أو دمرت، مما يترك الطلاب دون إمكانية الوصول إلى التعليم. وذكرت جمعية الهلال الأحمر الفلسطيني أن حوالي 1000 طفل في غزة عانوا من فقدان إحدى ساقيهم أو كلتيهما. وبالإضافة إلى ذلك، كشفت الأمم المتحدة أن أكثر من 50 ألف طفل في غزة يواجهون سوء التغذية الحاد.

## الهجمات

### مدرسة ابو حسين
في 23 تشرين الثاني/نوفمبر 2023، قصفت غارة جوية إسرائيلية مدرسة أبو حسين في مخيم جباليا، والتي كانت تستخدمها وكالة الأمم المتحدة للاجئين (الأونروا) كملجأ. قُتل ما لا يقل عن 27 شخصًا في الهجوم، مع أنباء عن إصابات متعددة. وسقط الصاروخ الإسرائيلي على مدرسة أبو الحسين في الصباح بينما كان آلاف الأشخاص يحتمون بها. وأدى الهجوم إلى مقتل 27 شخصا على الأقل وإصابة آخرين. ومن بين القتلى أيضا أطفال. وذكرت وزارة الصحة الفلسطينية أن حوالي 100 شخص آخرين أصيبوا في الهجوم.

### صلاح الدين (والأسد الصفوتي)
في 4 ديسمبر/كانون الأول 2023، قُتل ما لا يقل عن 50 شخصًا وأصيب مئات الأشخاص في غارات جوية إسرائيلية على مدرستين تؤويان الفلسطينيين النازحين في مدينة غزة، وفقًا لوكالة الأنباء الرسمية وفا. وقصفت الطائرات المقاتلة ومدافع المدفعية الإسرائيلية مدرستين تديرهما الأمم المتحدة، بما في ذلك "مدرسة صلاح الدين" و"مدرسة الشهيد أسد صفوتي" في حي الدرج.

### مدرسة العائلة المقدسة
في 3 ديسمبر/كانون الأول، قصفت القوات الجوية الإسرائيلية مدرسة العائلة المقدسة في مدينة غزة.

### مدرسة معن
في 5 ديسمبر/كانون الأول، قصفت القوات الجوية الإسرائيلية مدرسة معن في مدينة خانيونس.

### مدرسة النزلة
تعرضت مدرسة النزلة الابتدائية في شمال غزة للقصف بينما كان مئات اللاجئين يحتمون بها. قُتل ما لا يقل عن عشرة أشخاص، بمن فيهم أطفال. في 25 مايو 2024، صرحت امرأة أصيبت ابنتها في الهجوم، "كان الأطفال يلعبون في ساحة المدرسة، وفجأة تعرضنا للقصف. عشنا شيئًا غير طبيعي".

### مدرسة حيفا
في 15 ديسمبر/كانون الأول 2023، قصفت غارة جوية إسرائيلية مدرسة حيفا في مدينة خان يونس جنوب قطاع غزة، والتي كانت تستخدمها وكالة الأمم المتحدة للاجئين (الأونروا) كملجأ. وأسفر الهجوم عن مقتل ما لا يقل عن 20 شخصًا، بالإضافة إلى وقوع إصابات متعددة. وأدى القصف الجوي إلى مقتل مصور الجزيرة سامر أبو دقة، وإصابة وائل الدحدوح مدير قناة الجزيرة في غزة.

### مدرسة الأمم المتحدة
يوم الأحد، بينما بدأت إسرائيل سحب قواتها من المناطق المأهولة بالسكان في غزة، سقط صاروخ أطلقته القوات الجوية الإسرائيلية بالقرب من مدخل مدرسة تابعة للأمم المتحدة في رفح. وكانت هذه المدرسة بمثابة ملجأ للفلسطينيين النازحين، وقد أدى الهجوم بشكل مأساوي إلى مقتل 10 أشخاص وإصابة 35 آخرين. وأثار الحادث مرة أخرى إدانة دولية.
ونددت وزارة الخارجية بشدة بالقصف الذي وقع خارج المدرسة في رفح، مستخدمة لغة قوية للتعبير عن رفضها. وأفاد شهود عيان بالقرب من المدرسة، التي لجأ إليها حوالي 3000 فلسطيني، أن القتلى والجرحى كانوا ينتظرون في الطابور للحصول على الإمدادات الغذائية عندما سقط الصاروخ. وشددت جين بساكي، المتحدثة باسم وزارة الخارجية، على أن مجرد الاشتباه في وجود مسلحين يعملون في مكان قريب لا يبرر تعريض حياة العديد من المدنيين الأبرياء للخطر.
تعتبر مدرسة رفح الإعدادية (مدرسة للبنين)، وهي جزء من شبكة تضم أكثر من 90 ملجأ تديره الأمم المتحدة في غزة، بمثابة ملجأ للفلسطينيين الذين يبحثون عن الأمان من الصراع الدائر. على الرغم من "تغيير وتيرة" العملية العسكرية الإسرائيلية، استمرت الغارات الجوية والقصف في جميع أنحاء غزة يوم السبت، كما أفاد المتحدثون الرسميون. وفي خضم مشاهد الفوضى، تم نقل المصابين من المدرسة إلى المستشفىين الصغيرين المتبقيين في رفح. ونظرا لعدم وجود مشرحة، سارعت الأهالي إلى انتشال جثث المتوفين.

### جامعة الإسراء
دمرت القوات الإسرائيلية جامعة الإسراء في الزهراء، جنوب مدينة غزة، في يناير/كانون الثاني 2024. وأفاد مكتب الأمم المتحدة لتنسيق الشؤون الإنسانية أن الجيش الإسرائيلي كان يستخدم الحرم الجامعي باعتباره "مرفق احتجاز مخصص لاستجواب المعتقلين الفلسطينيين قبل نقلهم إلى مكان مجهول". واتهمت جامعة بيرزيت الجيش الإسرائيلي بسرقة 3000 قطعة أثرية نادرة قبل تدمير الجامعة.

## قائمة بالمدارس المدمرة
وفقاً لمكتب الأمم المتحدة للشؤون الإنسانية، فإن حوالي 500,000 طفل فلسطيني في غزة غير قادرين على استئناف تعليمهم الروتيني بسبب الصراع المستمر. وقد أدت الحرب إلى تدمير 174 مدرسة في غزة، حيث تم هدم 26 مدرسة رسمية ومدرسة واحدة تابعة للأونروا بالكامل وعدم القدرة على فتح أبوابها للعام الدراسي 2014/2015. علاوة على ذلك، لا تزال 30 مدرسة أخرى مغلقة بسبب احتلال عدد كبير من النازحين لها. 447 طفلاً فقدوا أرواحهم في الهجمات العسكرية الإسرائيلية لن تتاح لهم أبدًا فرصة العودة إلى المدرسة. أصدرت وزارة التربية والتعليم الفلسطينية قائمة بالمدارس الحكومية في غزة التي تعرضت لأضرار جسيمة أو دمرت، وتشمل بعض المدارس مايلي:
مدرسة هاني نعيم للزراعة
مدرسة أبو تمام الأساسية،
مدرسة هائل عبد الحميد,
مدرسة المهدية الشوا،
مدرسة صبحي أبو كرش،
مدرسة شهداء الشجاعية،
مدرسة بيت دجن،
مدرسة علي بن أبي طالب،
مدرسة الشجاعية الأساسية،
مدرسة عباس الثانوية،
مدرسة جمال عبد الناصر،
مدرسة معاذ بن جبل،
مدرسة محطة مياه الكرامة,
مدرسة قيصرية،
مدرسة سكينة بن الحسين،
مدرسة خولة بنت الأزور،
مدرسة رودولف فيلتر,
مدرسة ابن زيدون،
مدرسة البريج،
مدرسة فتحي البلوي،
مدرسة المعري للبنات،
مدرسة المعري للبنين،
مدرسة ابن النفيس،
مدرسة عبسان الجديدة,
مدرسة غسان كنفاني للبنات،
مدرسة غسان كنفاني للبنين.